# 田中穂積 (法学博士)

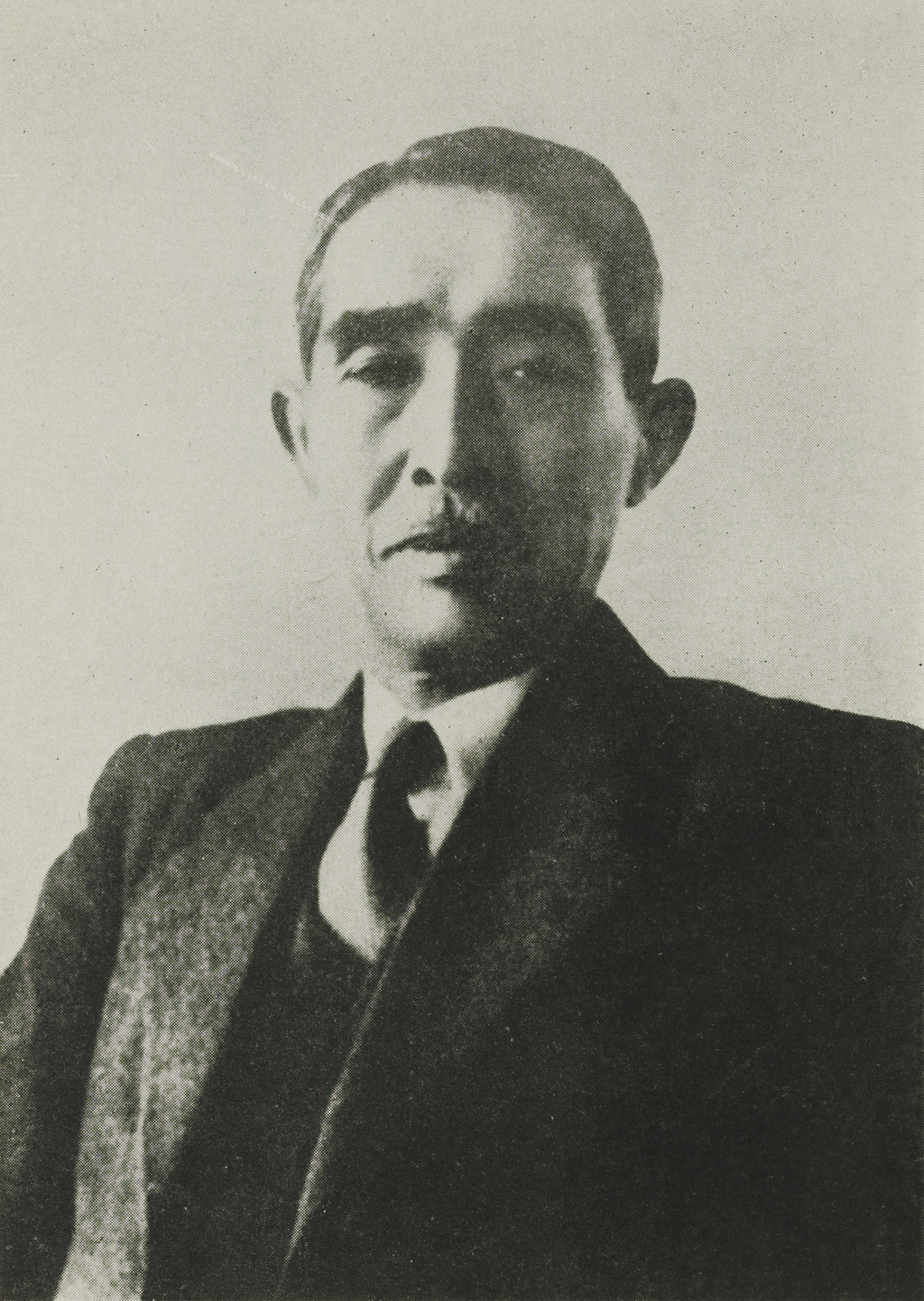
田中穂積

田中 穂積（たなか ほづみ、1876年〈明治9年〉2月17日 - 1944年〈昭和19年〉8月22日）は、長野県出身の財政学者、法学博士、早稲田大学第4代総長。

## 略歴
1876年、長野県更級郡石川村（現・長野市）の豪農の家に生まれる。旧制長野県尋常中学校（現・長野県松本深志高等学校）在学中は、病のため療養生活を送った。その間、当時東京専門学校出版局（現・早稲田大学出版部）から発行されていた講義録雑誌で勉強した。1895年、編入試験を受けて東京専門学校（現・早稲田大学）に入学。1896年、同校政治科を卒業。東京日日新聞の記者になる。1901年、コロンビア大学に留学し、1902年、マスター・オヴ・アーツの学位を取得した。
1904年、早稲田大学講師となる。1907年、教授となり、財政学や経済学等を講義。1910年、法学博士の学位を取得した。1915年、早大理事、1920年、商学部長、1924年、常任理事を歴任。1931年から1944年まで早大第4代総長を務めた。
総長在任中の功績として、木造から鉄筋コンクリート造りへの校舎の改築を推進したこと、女子学生の学部入学を認めたこと（1939年）などが挙げられる。
1939年（昭和14年）1月4日、貴族院議員に勅選され、無所属倶楽部に所属し死去するまで在任した。1944年、肺壊疽のため入院先の帝大病院坂口内科にて死去。68歳。葬儀は8月28日、早稲田大学葬として大隈記念講堂で行われた。

## 著作
- 『財政学』明法堂、1898年5月。NDLJP:799789。
  - 『財政学』（再版）明法堂、1900年3月。NDLJP:2938209。
- 『対韓私議』明法堂、1899年7月。NDLJP:785592。
- 『高等租税原論』早稲田大学出版部〈早稲田叢書〉、1903年5月。NDLJP:799717。
- 『公債論』明法堂、1904年3月。NDLJP:799714。
- 『高等租税各論』早稲田大学出版部〈早稲田叢書〉、1906年5月。NDLJP:799716。
- 『税制整理論』隆文館〈最近経済問題 第3巻〉、1910年2月。NDLJP:799930。
- 『財務論』宝文館〈経済全書 第5巻 第7編〉、1911年6月。NDLJP:799230。
- 『生活問題と農村問題』実業之日本社、1913年7月。NDLJP:936821。
- 『静思健闘』広文堂書店、1914年8月。NDLJP:951461。
- 『公債要論』東京宝文館、1916年11月。NDLJP:956684 NDLJP:1078990 NDLJP:2391077。
- 『国民経済概論』早稲田大学出版部、1917年9月。NDLJP:956720。
  - 『国民経済概論』（訂正増補5版）早稲田大学出版部、1924年10月。NDLJP:956721。
  - 『国民経済概論』（改訂新版）早稲田大学出版部、1931年10月。NDLJP:1279367。
- 『非常時局に直面して』早稲田大学、1938年10月。NDLJP:1268387。
- 『田中穂積 伝記・文集』田中穂積先生伝記刊行会、1948年12月。NDLJP:11034454。

## 栄典
- 勲三等瑞宝章（1940年）

## 演じた俳優
- 藤田まこと[注釈 1] － 『ラストゲーム 最後の早慶戦』（映画） 2008年、シネカノン。